# El Aaiún-Bojador-Saguia el Hamra
El Aaiún-Bojador-Saguia el Hamra (en árabe: العيون بوجدور الساقية الحمراء) fue hasta 2015 una de las 16 regiones del Reino de Marruecos. Cubría una superficie de 139 480 km² y tenía una población de 256 152 habitantes (según el censo de 2004). La capital de la región era El Aaiún.
Parte de esta región se encontraba en el Sahara Occidental, territorio en disputa por el conflicto del Sahara Occidental. 
La región, actualmente controlada por Marruecos, estaba formada por las provincias de Bojador y El Aaiún.
Las provincias de Ued Edahab-La Agüera y Guelmim-Esmara (zona sur de la misma), formaban conjuntamente con la región de El Aaiún-Bojador-Saquia El Hamra el territorio histórico del Sahara Occidental.